# La Petite Marchande de roses
Pour plus de détails, voir Fiche technique et Distribution.
La Petite Marchande de roses, dont le titre original est en espagnol La vendedora de rosas, est un long métrage colombien réalisé par Víctor Gaviria en 1998.

## Synopsis
Le film retrace les événements autour des fêtes de Noël vécus par Monica, fille de treize ans qui vend des roses dans la ville de Medellin. Après la mort de sa mère, Monica fuit à la rue et se jette dans un monde criminel de drogue, d'alcool et de prostitution, gagnant sa vie comme marchande de roses avec ses amies. La veille de Noël, un ivrogne lui offre une montre. Reconnaissante et y soupçonnant quelque don du ciel, elle l'utilise tous les jours -- ignorant, cependant, que le colifichet tramera les circonstances qui finiront par mettre fin à sa vie.

## Fiche technique
- Titre original : La vendedora de rosas[1]
- Réalisation : Víctor Gaviria
- Musique : Luis Fernando Franco

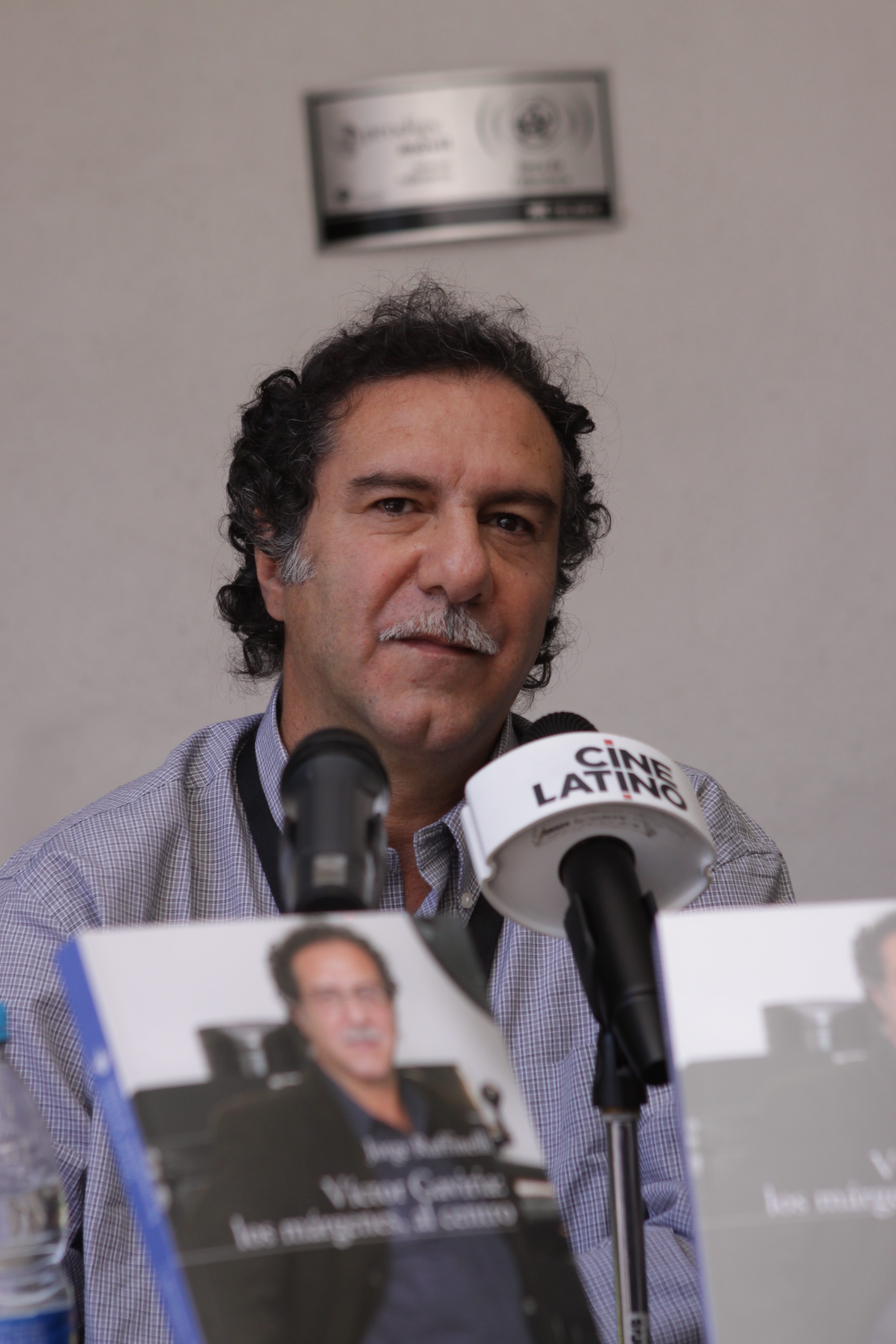
Víctor Gaviria, le réalisateur.

- Société de production : Sylvia Vargas-Gomez
- Pays d'origine :  Colombie
- Format : Couleur - 35 mm[1]
- Durée : 115 minutes[1]
- Genre : Drame
- Dates de sortie :
  -  Colombie : sortie nationale le 21 août 1998[1]

## Distribution
Les principaux acteurs ayant joué dans La Petite Marchande de roses sont :
- Leidy Tabares (es) : Mónica
- Marta Correa : Judy
- Mileider Gil : Andrea
- Diana Murillo : Cachetona
- Liliana Giraldo : Claudia
- Álex Bedoya : Milton
- Giovanni Quiroz : El Zarco

## Production
La Petite Marchande de roses, qui est le deuxième long métrage de Víctor Gaviria, s'appuie sur le conte écrit par le Danois Hans Christian Andersen, La Petite Fille aux allumettes.

## Accueil
À la suite du Festival de Cannes en 1998, La Petite Marchande de roses reçoit un accueil mitigé de la part de la critique internationale. Ainsi, si Le Film français donne une appréciation positive, La Croix, L'Humanité, L'Express et Le Nouvel Observateur sont plus réservés.

## Prix et nominations

### Prix
Le film a reçu un total de quatorze prix internationaux.
- Festival international du nouveau cinéma latino-américain de La Havane

| Année | Prix                    | Catégorie/Personne            |
| ----- | ----------------------- | ----------------------------- |
| 1998  | Premio ARCI-LUCA        | Enfants acteurs               |
| 1998  | Premio especial CARACOL | Víctor Gaviria                |
| 1998  | Gran Coral (3)          | Víctor Gaviria                |
| 1998  | Premio OCIC             | Víctor Gaviria                |
| 1998  | Mejor montaje           | Agustín Pinto, Víctor Gaviria |
| 1998  | Mención especial        | Lady Tabares (es)             |

- Festival international de Bratislava (1999)

| Année | Prix                       | Catégorie/Personne |
| ----- | -------------------------- | ------------------ |
| 1999  | Mejor Actriz               | Lady Tabares (es)  |
| 1999  | Premio especial del jurado | Víctor Gaviria     |

- Festival Hispano de Miami (1999)

| Année | Prix                          | Catégorie/Personne |
| ----- | ----------------------------- | ------------------ |
| 1999  | Garza de Oro (mejor director) | Víctor Gaviria     |

- Festival du film de Bogota (1998)

| Année | Prix                        | Catégorie/Personne |
| ----- | --------------------------- | ------------------ |
| 1998  | Círculo precolombino de oro | Víctor Gaviria     |
| 1998  | Círculo precolombino de oro | Mejor película     |

- Festival de Viña del Mar (1998)

| Année | Prix                | Catégorie/Personne |
| ----- | ------------------- | ------------------ |
| 1998  | Paoa mejor director | Víctor Gaviria     |
| 1998  | Paoa mejor actriz   | Lady Tabares       |
| 1998  | Gran Paoa           | Mejor película     |

### Nominations
- En 1998, La Petite Marchande de roses est en compétition officielle pour la Palme d'or de la 51e édition du Festival de Cannes[3].
- Nomination lors du prix Ariel en 2000.